# 박지영 (1969년)
박지영(한국 한자: 朴志暎, 1969년 1월 25일 ~ )은 대한민국의 배우이다.

## 생애
고등학교 재학시절에는 플루트를 전공하여 음대를 지망하였으나, 1988년 미스 춘향선발대회에서 '선'에 입상하며 진로를 바꾸었다. 1989년 11월 MBC 공채 19기 탤런트에 입문하였는데 그 당시 MBC는 1986년 3월  18기를 끝으로 공채 탤런트를 선발하지 않은 데다 자사 16기 출신 황신혜 김주승과 자사 1기-9기 출신 박원숙 길용우가 1987년 1월 프리랜서 선언과 함께 KBS 진출을 하면서  이렇다할 자사 공채 출신 스타급 배우 갈증에 시달리자 3년 8개월 만에 공채 탤런트 제도를 재개했으며  1991년 SBS가 개국하면서 스카우트되어 이적하였다. 2년 전속 계약을 어기고 SBS에 이적했다고 하여 MBC로부터 2천만원의 채무불이행에 따른 손해배상 청구 소송을 당하기도 했으며 본인(박지영) 변소정 이외의 나머지 MBC 19기 공채 출신 탤런트들이 1991년 말 전속계약 완료됐으나 오연수가 MBC와 1년 전속계약을  연장했다.
1993년 출연한 KBS1 일일연속극 《당신이 그리워질때》에서 주인공 젊은 주부 신희 역을 맡아 실감나게 열연하여, 미시의 대명사로 떠오르며 주부들의 인기를 한몸에 받았다. 1994년 가을에 SBS 시트콤 《오박사네 사람들》 출연 당시 조연출이었던 윤상섭과 결혼식을 올렸다.
1989년 11월 MBC 19기 탤런트로 데뷔한 뒤 2년 전속계약을 체결한 박지영, 변소정 두 배우가 전속계약을 어기고 SBS 개국 특집 연속사극 《유심초》에 캐스팅되어 물의를 샀다. 이 때문에 SBS는 MBC로부터 2000만 원(박지영), 3000만 원(변소정)의 채무불이행에 따른 손해배상 청구 소송을 제기받은 데다 MBC 측으로부터 5000만 원의 불법행위로 인한 손해배상 청구소송을 당하게 되었다.
SBS는 1991년 7월 공채 1기 탤런트를 선발했으나 본인(박지영) 변소정의 전속계약 사건에서 생긴 홍역 탓인지   다음 해 3월부터 매년 초 개최 형식으로 변경했으며 IMF 때문에 1998년 8기를 끝으로 폐지했다. 2000년 9기로 부활됐지만 외주 제작이 활발해지면서 톱스타를 출연시키는 대가로 신인을 끼워넣기하는 등의 여러 가지 사태가 대거 발생해 그 이후 잠정 폐지됐다. 2003년 10월 10기로 부활됐으나 이 시기를 끝으로 또다시 잠정 폐지됐다. 2009년 3월 11기로 부활되는 듯 했지만 이 시기를 끝으로 폐지됐다.
MBC는 1991년 4월 제 20기부터 매년 초, 1996년 10월 제 25기부터 매년 가을 개최로 공채 탤런트 형식을 변경했는데 연예기획사의 등장 등 여러 가지 이유로 30기(2001년 10월) 이후 한동안 공채 탤런트를 선발하지 않았다. 2003년 10월 31기로 부활시켰지만 이후 또다시 폐지됐다.

## 학력
- 전주동초등학교 (졸업)
- 전주효문여자중학교 (졸업)
- 우석여자고등학교 (졸업)
- 중앙대학교 연극영화학과 (졸업)

## 작품 활동

### 드라마
- 1990년 MBC 청소년특집극 《두 권의 일기》
- 1990년 MBC 주말연속극 《배반의 장미》
- 1990년 MBC 미니시리즈 《어둔 하늘 어둔 새》 ... 음악 전공 여대생 역
- 1991년 MBC 8.15특집드라마 《춘사 나운규》
- 1991년 SBS 드라마스페셜 《유심초》
- 1992년 SBS 소설극장《물 위를 걷는 여자》 ... 민희 역
- 1992년 SBS 월화연속극 《금잔화》 ... 모델 문영 역
- 1993년 SBS 설날특집극 《닭이 울어야 새벽이》
- 1993년 SBS 주간시트콤 《오박사네 사람들》 ... 첫째딸 오지영 역
- 1993년 SBS 미니시리즈 《우리들 뜨거운 노래》 ... 안영미 역
- 1993년 SBS 토요공개드라마 《사랑은 생방송》 ... AD 지영 역
- 1993년 KBS1 일일연속극 《당신이 그리워질때》 ... 신희 역
- 1995년 KBS2 특별기획드라마 《장녹수》 ... 장녹수 역
- 1997년 MBC 아침드라마 《못 잊어》 ... 송유경 역
- 1997년 MBC 청춘시트콤 《남자 셋 여자 셋》
- 1997년 SBS 주간시트콤 《LA아리랑》
- 1997년 KBS2 수목드라마 《욕망의 바다》 ... 신은주 역
- 1997년 KBS1 TV소설 《모정의 강》 ... 김혜숙 역
- 1998년 KBS1 일일연속극 《살다보면》 ... 최말자 역
- 1998년 MBC 미니시리즈 《적과의 동거》 … 경미 역
- 1999년 KBS2 미니시리즈《초대》
- 2000년 KBS2 주말연속극 《꼭지》 ... 배상란 역
- 2000년 MBC 4부작 특집극 《가시고기》 ... 호연의 아내 역
- 2001년 KBS2 주말연속극 《동양극장》 ... 배구자 역
- 2001년 KBS2 아침드라마 《동서는 좋겠네》 ... 유미영 역
- 2002년 MBC 가정의달특집극 《난 왜 아빠랑 성이 달라?》 ... 서지연 역
- 2002년 KBS2 아침드라마 《여고 동창생》 ... 정순주 역
- 2003년 SBS 특별기획 《완전한 사랑》 ... 박연우 역
- 2004년 SBS 일일드라마 《소풍가는 여자》 ... 진혜숙 역
- 2004년 SBS 광복60년 대하드라마 《토지》 ... 임이네 역
- 2006년 MBC 단막극 《베스트극장 - 중독》 ... 강인해 역
- 2008년 MBC 수목미니시리즈 《누구세요?》 ... 김영애 역
- 2010년 MBC 수목미니시리즈 《아직도 결혼하고 싶은 여자》 ... 최상미 역
- 2011년 KBS2 수목드라마 《로맨스 타운》 ... 오현주 역
- 2013년 KBS2 특별기획드라마 《천명: 조선판 도망자 이야기》 ... 문정왕후 역
- 2014년 MBN 아침드라마 《천국의 눈물》 ... 유선경 역
- 2016년 SBS 드라마스페셜 《질투의 화신》 ... 방자영 역
- 2016년 SBS 월화드라마 《달의 연인 - 보보경심 려》 ... 황후 유씨 (신명순성황후) 역
- 2017년 tvN 월화드라마 《그녀는 거짓말을 너무 사랑해》 ... 유현정 역
- 2017년 SBS 월화드라마 《조작》 ... 차연수 역
- 2017년 OCN 주말드라마 《구해줘》 ... 강은실 역
- 2018년 SBS 월화드라마 《기름진 멜로》 ... 채설자 역
- 2019년 SBS 드라마스페셜 《닥터 탐정》 ... 공일순 역
- 2019년 SBS 월화드라마 《VIP》 ... 하태영 역
- 2020년 MBC 수목드라마 《내가 가장 예뻤을 때》 ... 김연자 역
- 2021년 JTBC 월화드라마 《경로를 이탈하였습니다》 ... 강경혜 역
- 2021년 JTBC 토일드라마 《인간실격》 ... 아란 역
- 2021년~2022년 MBC 금토드라마 《옷소매 붉은 끝동》 ... 제조상궁 조씨 역
- 2021년 tvN 드라마 《아직 최선을 다하지 않았을 뿐》 ... 봉연자 역
- 2022년 KBS2 주말드라마 《현재는 아름다워》 ... 진수정 / 이정은 역
- 2022년 tvN 토일드라마 《작은 아씨들》 … 안희연
- 2023년 SBS 금토드라마 《악귀》 … 윤경문 역
- 2023년 KBS2 월화드라마 《혼례대첩》 … 박소현 역
- 2024년 tvN 토일드라마 《엄마친구아들》 … 나미숙 역
- 2024년 KBS2 주말드라마 《다리미 패밀리》 ... 고봉희 역

### 영화
- 2007년 영화 《우아한 세계》 ... 인구 아내 역
- 2009년 영화 《바다 쪽으로, 한 뼘 더》 ... 연희 역
- 2010년 영화 《하녀》 ... 해라 모(미희) 역
- 2012년 영화 《후궁: 제왕의 첩》 ... 대비 역
- 2015년 영화 《성난 변호사》 ... 주 대표 역
- 2016년 영화 《범죄의 여왕》 ... 양미경 역
- 2018년 영화 《소공녀》 ... 부동산사장님 역
- 2019년 영화 《메모리즈》 ... 연구원 K 역
- 2020년 영화 《호텔 레이크》 ... 경선 역
- 2020년 《오! 문희》 ... 송 원장 역
- 2022년 《범죄도시 2》 ... 김인숙 역[13] (첫 천만영화)
- 2024년 《히든 페이스》 ... 혜연 역

### 텔레비전 프로그램
- 1994년 KBS2 《청소년 열린음악회》 (진행)
- 1994년 7월 8일 KBS2 《퀴즈탐험 신비의 세계》 (게스트)

### 라디오 프로그램
- 2014년 EBS FM 《EBS 책 읽는 라디오 낭독 시리즈》

### 광고
- 피죤 마프러스
- 위니아전자 대우 조용한 청소기 싹싹, 대우 공기방울세탁기 제트, 대우 초간편VTR 딱한번, 대우 비디오TV 임팩트 톱, 대우 뉴 셀프냉장고
- 에이스침대
- 공익광고협의회 맑은공기보존 공익광고 (이시재 교수와 함께 출연)
- 롯데푸드 야채믹스 100 팥빙수 꽁꽁
- 남양유업 스텝 엄선
- 옥시레킷벤키저 옥시크린 팅커벨 파워크린 옥시싹싹 쉐리 다림질박사 물먹는 하마
- 동화약품 화이투벤S
- 동아백화점 동아상품권
- 진미식품 진미 고향고추장
- 부광약품 코리투살
- 에스셈
- 한화L&C 그랑프리
- 현대약품 카로에프
- 웰라
- 원전커머스 입욕생활F
- 일동후디스 아기밀후레쉬
- 건강사랑 알파12진
- 참존화장품 참존 콘트롤 맛사지 영양크림
- 모나리자 굿모닝 엠보싱화장지

## 수상 및 후보
| 연도 | 시상식                  | 부문                               | 작품                | 결과 |
| ---- | ----------------------- | ---------------------------------- | ------------------- | ---- |
| 1988 | 제58회 전국춘향선발대회 | 미스 춘향 선                       | 빈칸                | 수상 |
| 1993 | KBS 연기대상            | 여자 인기상                        | 당신이 그리워질때   | 수상 |
| 1994 | KBS 연기대상            | 여자 우수연기상                    | 당신이 그리워질때   | 수상 |
| 1995 | 문화관광부 장관         | 표창장                             | 빈칸                | 수상 |
| 1995 | KBS 연기대상            | 여자 우수연기상                    | 장녹수              | 후보 |
| 1995 | KBS 연기대상            | 여자 최우수연기상                  | 장녹수              | 후보 |
| 2007 | 제44회 대종상           | 여우조연상                         | 우아한 세계         | 후보 |
| 2012 | 제21회 부일영화상       | 여우조연상                         | 후궁: 제왕의 첩     | 수상 |
| 2016 | SBS 연기대상            | 로맨틱코미디부문 여자 우수연기상   | 질투의 화신         | 후보 |
| 2018 | SBS 연기대상            | 월화드라마부문 여자 우수연기상     | 기름진 멜로         | 후보 |
| 2019 | SBS 연기대상            | 미니시리즈부문 여자 우수연기상     | 닥터 탐정           | 후보 |
| 2020 | MBC 연기대상            | 여자 조연상                        | 내가 가장 예뻤을 때 | 후보 |
| 2021 | MBC 연기대상            | 미니시리즈부문 여자 우수연기상     | 옷소매 붉은 끝동    | 후보 |
| 2022 | KBS 연기대상            | 여자 최우수연기상                  | 현재는 아름다워     | 후보 |
| 2022 | KBS 연기대상            | 장편드라마부문 여자 우수연기상     | 현재는 아름다워     | 수상 |
| 2024 | KBS 연기대상            | 대상                               | 다리미 패밀리       | 후보 |
| 2024 | KBS 연기대상            | 여자 최우수연기상                  | 다리미 패밀리       | 수상 |
| 2024 | KBS 연기대상            | 장편드라마부문 여자 우수연기상     | 다리미 패밀리       | 후보 |
| 2024 | KBS 연기대상            | 여자 인기상                        | 다리미 패밀리       | 후보 |
| 2024 | KBS 연기대상            | 베스트 커플상 (with 김혜은&신현준) | 다리미 패밀리       | 수상 |

## 저서
- 2013년 에세이 《밥꽃 - 꽃 같은 여배우의 밥맛 나는 이야기와 레시피》